# Tramacastiel
Tramacastiel ist ein Ort und eine Gemeinde (municipio) mit 58 Einwohnern (Stand: 2024) im Zentrum der Provinz Teruel in der Autonomen Region Aragonien im östlichen Zentralspanien. Neben dem Hauptort Tramacastiel gehört der Weiler Mas de la Cabrera zur Gemeinde. 

## Lage und Klima
Der Ort Tramacastiel liegt im Süden des Iberischen Gebirges etwa 18 km (Fahrtstrecke) südsüdwestlich der Stadt Teruel in einer Höhe von ca. 880 m. Das Klima ist gemäßigt bis warm; Regen (ca. 454 mm/Jahr) fällt übers Jahr verteilt.

## Bevölkerungsentwicklung
| Jahr      | 1970 | 1981 | 1991 | 2001 | 2011 | 2021 |
| Einwohner | 246  | 148  | 136  | 106  | 89   | 67   |

Die Mechanisierung der Landwirtschaft sowie die Aufgabe bäuerlicher Kleinbetriebe und der daraus resultierende Verlust an Arbeitsplätzen haben in der zweiten Hälfte des 20. Jahrhunderts zu einem deutlichen Bevölkerungsrückgang (Landflucht) geführt.

## Sehenswürdigkeiten
- Reste der Burganlage von Tramacastiel
- Salvatorkirche
- Marienkapelle

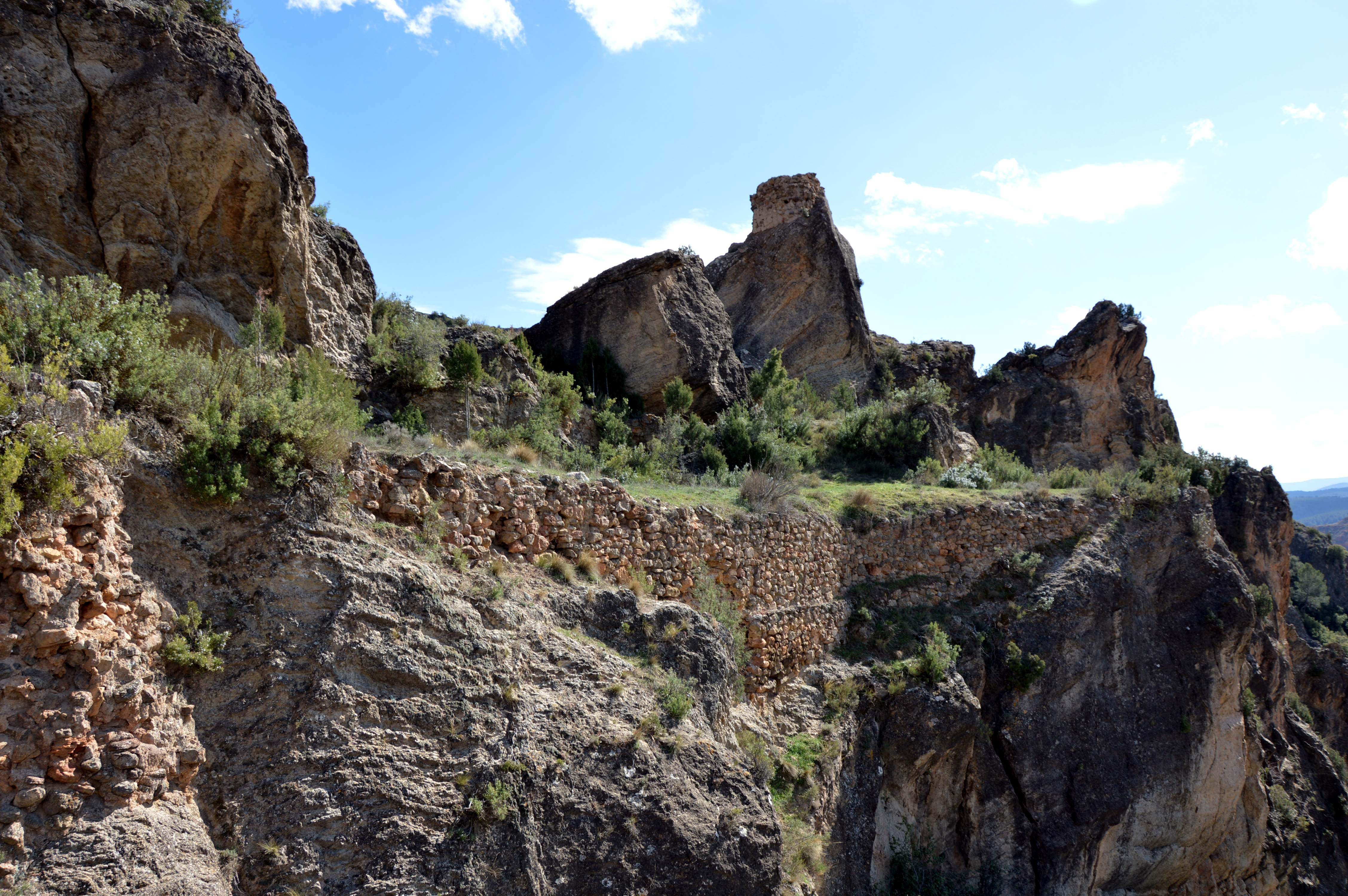
Reste der Burganlage
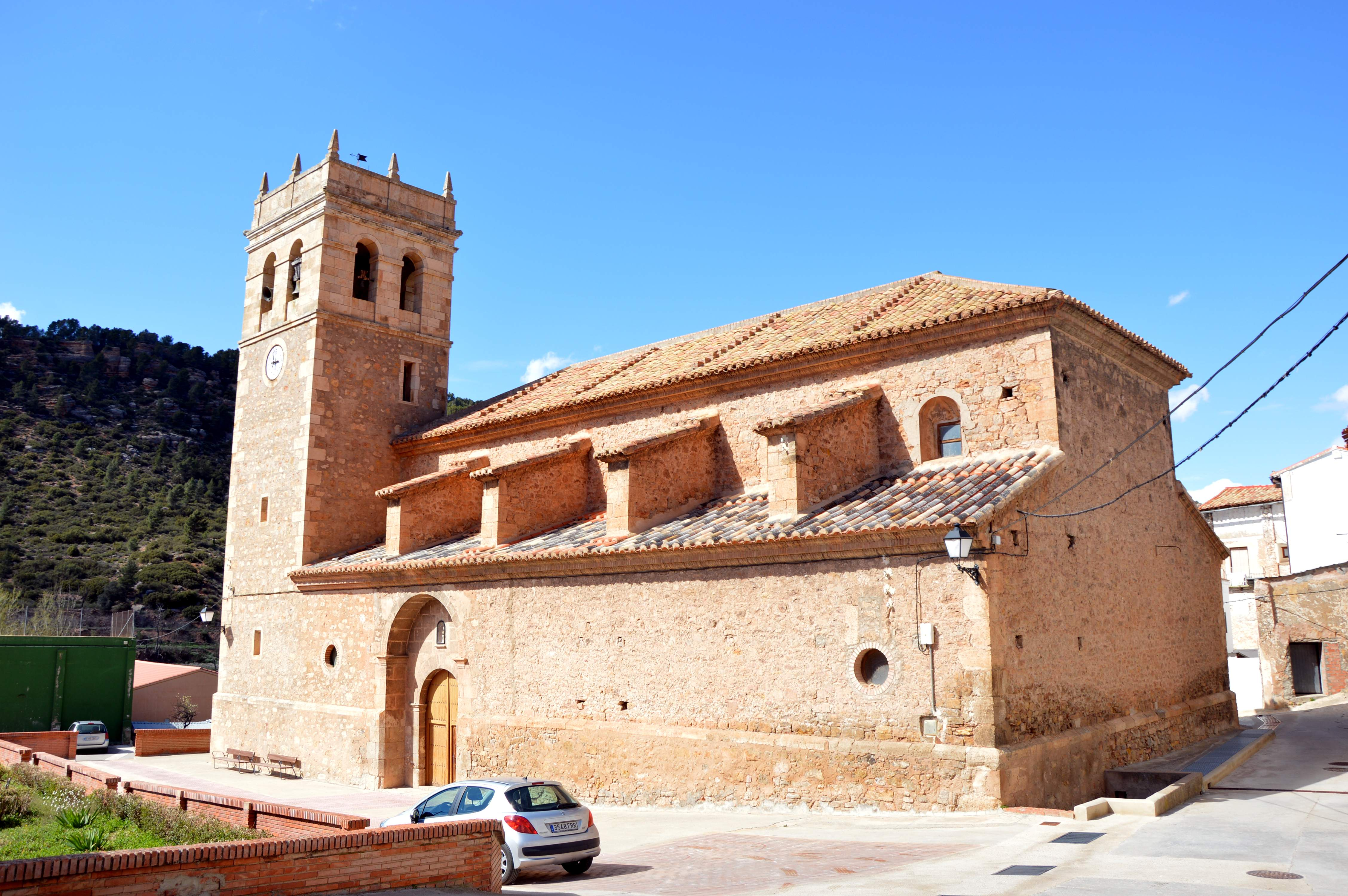
Salvatorkirche
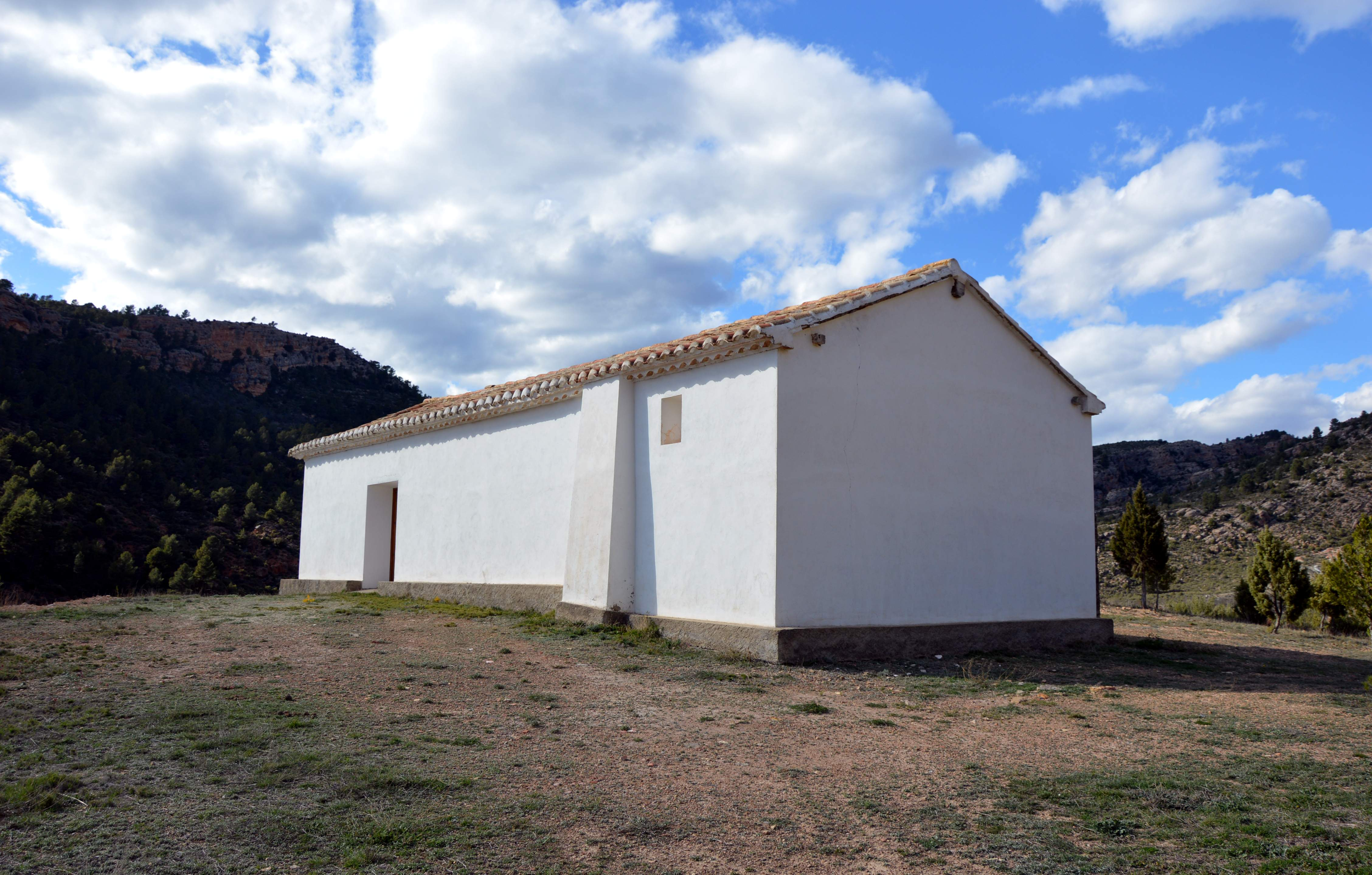
Marienkapelle